# 昆明动物园猫猴共处事件

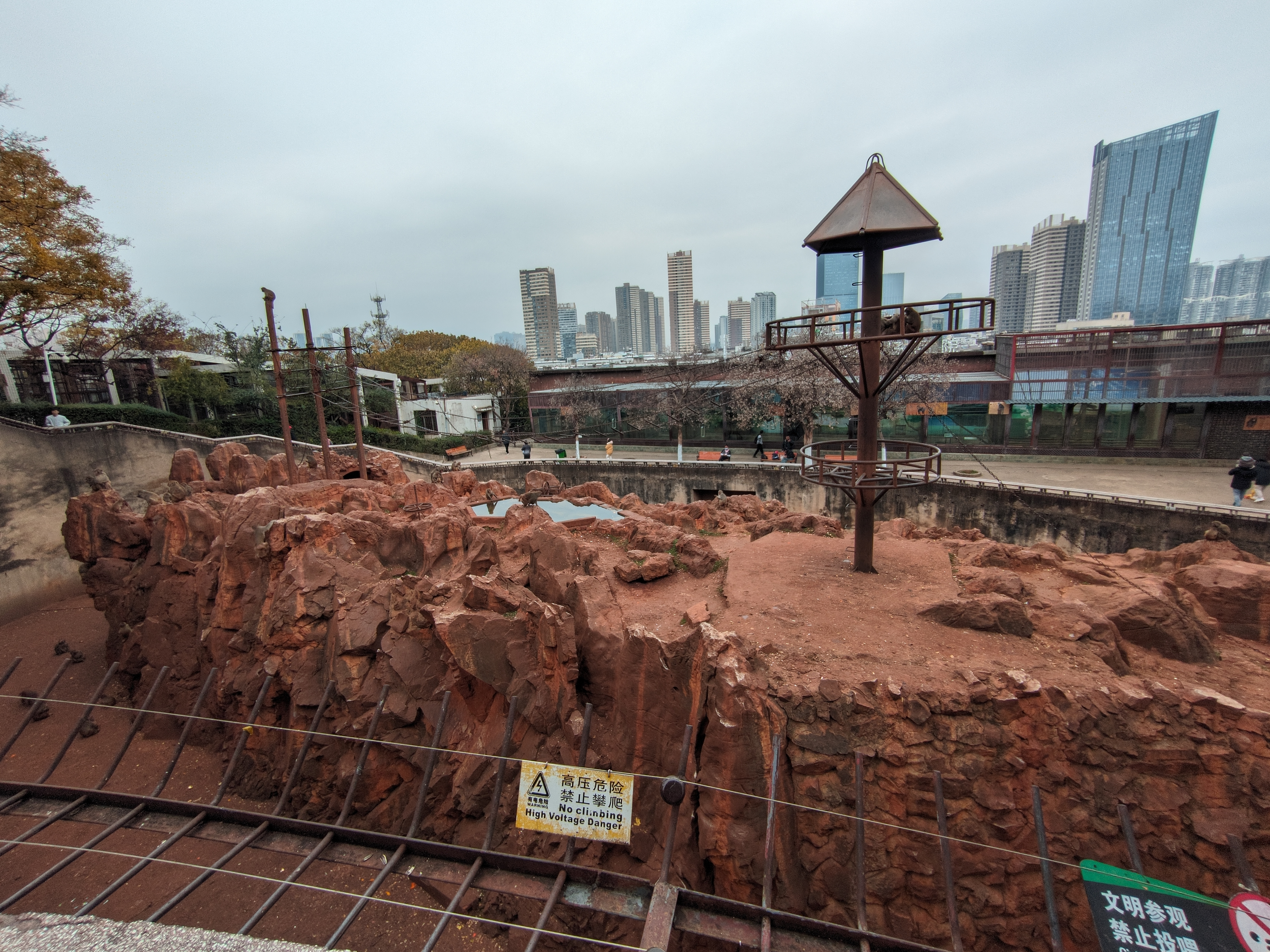
昆明动物园猴山

昆明动物园猫猴共处事件，是指中国昆明动物园将流浪猫放于猴山中，造成民众质疑园方虐猫的事件。

## 事件背景
昆明动物园为了解决猴山老鼠滋生的问题，自2013年起便在猴山内放入猫来灭鼠。第一批放入两只流浪猫，被猴子杀死。园方随后放入7只流浪猫，猴子不敢杀猫，鼠患因此被消灭。

## 事件经过
2024年1月，有网友开始在网络上发文称猴山的两只小猫遭到猴群的虐待，甚至有类似交配的动作，引发网络关注。园方发布公告表示猴猫相处和谐，但未获民众信任。行业专家花蚀、郭耕、孙全辉均表示猴猫难以共处。
随着媒体查到《春城晚报》2017年旧闻里有“猴子杀死两猫”的记录，更是激化了民众对园方的情绪。
1月26日，有一名爱猫女子试图跳入猴山救猫，被现场游客救下。当天下午，中国小动物保护协会的工作人员到达昆明动物园，与园方沟通后进入猴山诱捕。1月27日晚上，两只小猫已被移出猴山，由中国小动物保护协会安置。